# 二沟水库
二沟水库是中国广西壮族自治区来宾市境内的一座水库，位于红水河支流二沟河上，建于1960年。水库正常库容为1040万立方米，集雨面积为16平方千米，海拔为91米。